# Pauleta Pàmies i Serra
Paula Catalina Carmen Pàmies i Serra (Barcelona, 10 d'abril de 1851 - 31 de març de 1937), més coneguda com a Pauleta Pàmies, va ser una cèlebre ballarina catalana de dansa clàssica i de dansa espanyola.

## Biografia
Era filla de Josep Pamias i Anguera barber de professió natural de Reus i de Joana Serra i Bordas natural de Barcelona. Va ser directora de la Companyia de Dansa del Gran Teatre del Liceu de Barcelona. També va ser professora de dansa durant setanta anys, per exemple al Liceu i a l'escola de dansa, també a Barcelona, que va fundar amb el ballari rus Sacha Goudine i que porta el seu nom. Ha format ballarines de la talla de Rosita Segovia, Teresina Boronat, Trini Borrull, Carmita García i Maria de Ávila, entre moltes altres, i també la ballarina i sobretot mestra de castanyoles Emma Maleras.
A Barcelona era molt coneguda per ser la professora de dansa del Liceu, on tenia alumnes de l'alta societat, nenes a les quals els pares portaven perquè adquirissin un port elegant i per a estilitzar el seu cos, i també altres d'origen humil, algunes de les quals posteriorment podien passar a la Companyia de Dansa del Liceu. En aquesta època alguns barcelonins també la recorden com a intermediària per a posar en contacte aquestes jovenetes amb els seus admiradors i sembla que alguna d'elles podia arribar a rebre un regal d'un senyor abonat a canvi d'un somriure personal des de l'escenari.
Menys coneguda a nivell popular és la seva feina com a coreògrafa. Pauleta Pàmies no només va coreografiar nombrosos espectacles de dansa al Liceu, començant l'any 1917 per El corregidor y la molinera, sobre música de Manuel de Falla, i d'òpera, com per exemple Les noces de Fígaro que va dirigir Eugène Szenkar en 1935. També va fer, per exemple, les coreografies de la pel·lícula de cinema El sino manda (1917), un drama social dirigit per Fructuós Gelabert i Badiella; i de La viola d'or, d'Apel·les Mestres (1914), una faula poètica estrenada a les festes del Teatre de la Naturalesa, organitzades per artistes i intel·lectuals modernistes.

## Carrera professional
Pauleta Pàmies va ingressar com a ballarina professional al Liceu el 1864 i el 1880 va esdevenir-hi la primera ballarina. També va ballar a altres teatres barcelonins, com per exemple al Teatre Principal (Barcelona), on va ser la primera ballarina de 1871 a 1873. Als quaranta-dos anys va decidir retirar-se de l'escenari per a dedicar-se exclusivament a la coreografia, direcció i formació de dansa.
Va col·laborar amb l'etnòleg Aureli Capmany en les seves tasques referides a dansa, balls i tota mena d'espectacles populars i tradicionals, en especial la composició i direcció de la dansa i la tècnica. El programa de televisió Nydia, de TV3, ha realitzat nou documentals sobre diversos ballarins catalans que considera "històrics", una de les quals és Pauleta Pàmies.